# Возрождение (партия, Исландия)
«Возрождение» (исл. Viðreisn) —  зелёная либеральная политическая партия в Исландии, которая была основана 24 мая 2016 года путём отделения от Партии независимости, основной причиной отделения стало решение не проводить референдум о вступлении в Европейский союз и отсутствие поддержки свободной торговли.
Партия поддерживает вступление Исландии в ЕС, реформу субсидий сельского хозяйства и защитные акцизы на иностранную продукцию. Партия хочет, чтобы государственная политика сосредоточила внимание на интересах общества и уменьшила влияние особых интересов. «Возрождение» выступает в поддержку зелёной политики и государства всеобщего благосостояния.
Партия впервые участвовала в парламентских выборах 2016 года и получила аббревиатуру C. По итогам выборов партия вошла в правительственную коалицию и получила три места в правительстве под руководством Бьярни Бенедиктссона (Партия независимости). В коалицию также вошла партия «Светлое будущее».
Накануне парламентских выборов 2017 года председатель партии Бенедикт Йоуханнессон ушёл в отставку. Новым председателем избрана Торгердюр Катрин Гюннарсдоуттир.

## Участие в выборах
| Выборы | Голоса | %     | Количество мест | +/–   | Место | Правительство |
| ------ | ------ | ----- | --------------- | ----- | ----- | ------------- |
| 2016   | 19 870 | 10,5% | 7 из 63         | новая | 5     | Коалиция      |
| 2017   | 13 122 | 6,5%  | 4 из 63         | ▼ 3   | ▼ 8   | Оппозиция     |
| 2021   | 16 628 | 8,3%  | 5 из 63         | ▲ 1   | ▲ 7   | Оппозиция     |
| 2024   | 33 606 | 15,8% | 11 из 63        | ▲ 6   | ▲ 3   | Коалиция      |

## Председатель партии
- Бенедикт Йоуханнессон[англ.] (24 мая 2016 — 12 октября 2017)
- Торгердюр Катрин Гюннарсдоуттир (с 12 октября 2017)